# 貞享暦

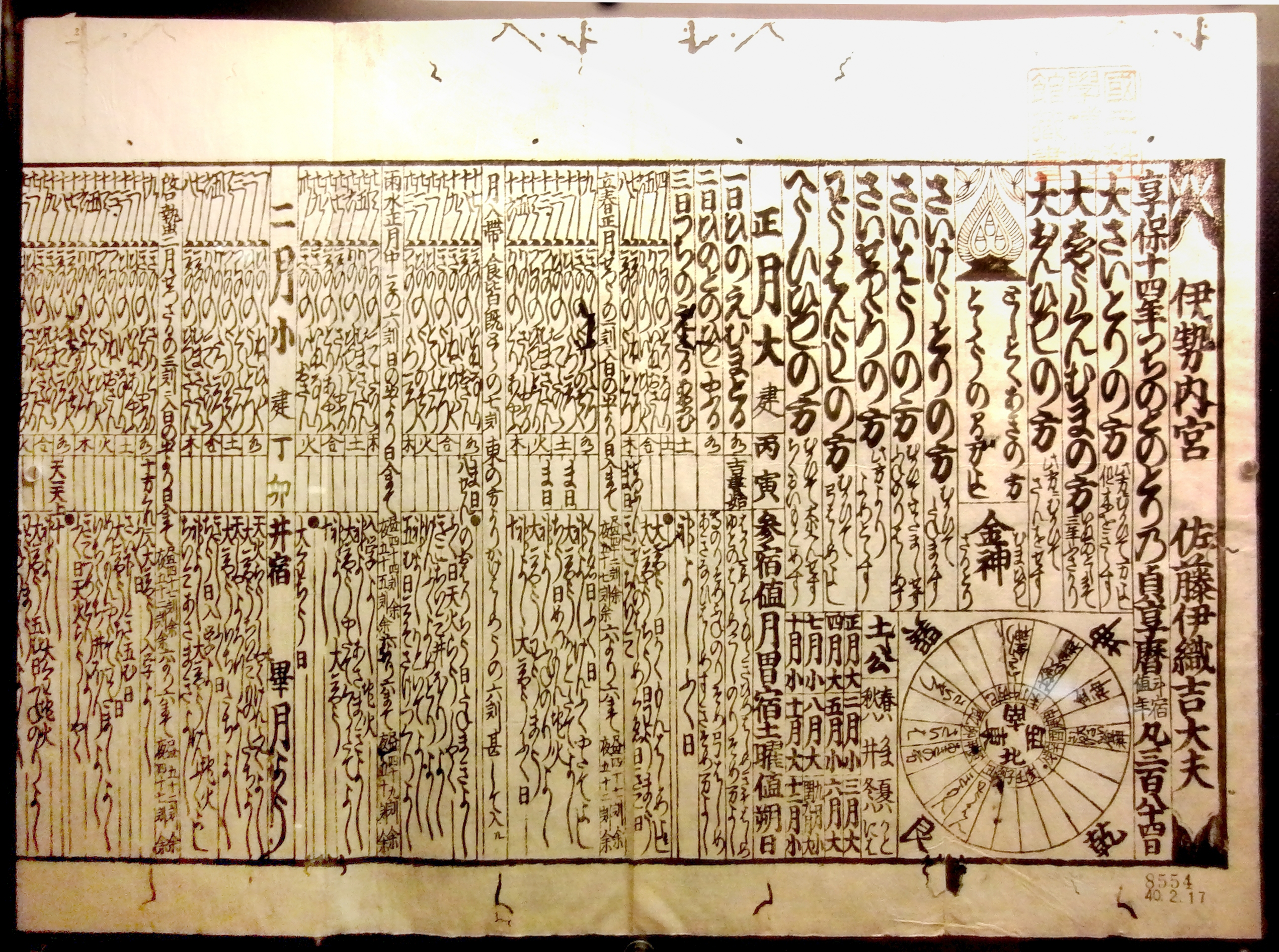
貞享暦。1729（享保14）年版。国立科学博物館の展示。

貞享暦（じょうきょうれき）は、かつて日本で使われていた太陰太陽暦の暦法である。渋川春海によって、初めて日本人の手で編纂された和暦である。

## 使用期間
貞享2年1月1日（1685年2月4日）に宣明暦から改暦され、宝暦4年12月30日（1755年2月10日）までの70年間使用された。
宝暦5年1月1日（1755年2月11日）、宝暦暦に改暦される。

## 概要

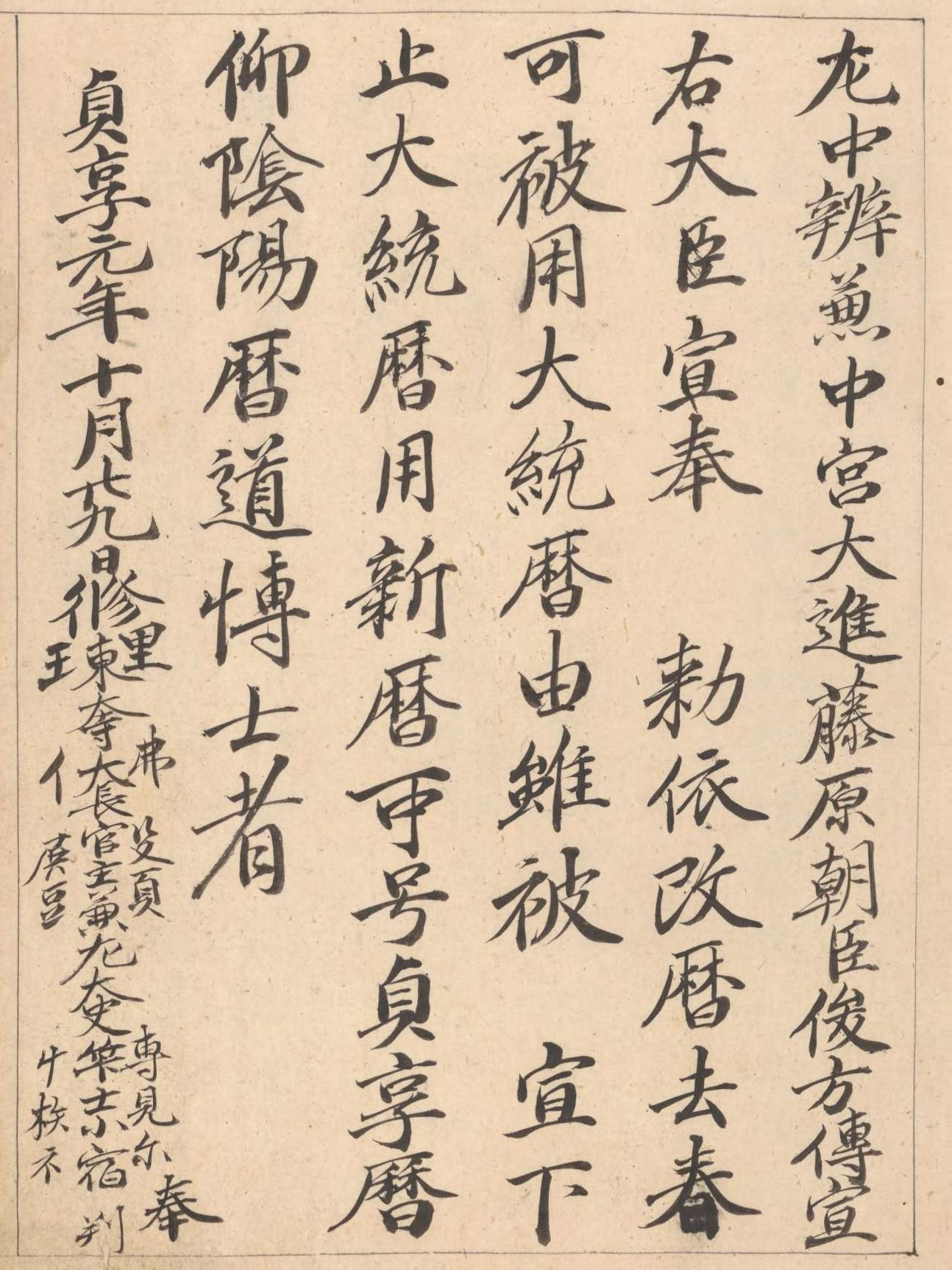
貞享暦と命名する新暦を採用するとの宣下。（『貞享暦』）

渋川春海に対し改暦の準備を命じたのは、徳川家綱の補佐役であった会津藩主保科正之だった。保科は家臣安藤市兵衛（有益）と島田覚右衛門（貞継）に授時暦を用いて暦を作らせることにし、渋川と山崎闇斎が監督を命じられた。しかし授時暦を制定した元はかつて日本を攻めたので授時暦と同じ暦元（暦の起点となる日。授時暦では制定された至元18年（1281年）の前年の冬至日。）を用いるのはよくない、と保科が言ったので、苦心して計算して暦元を自分たちが生きている時代に移した。寛文12年（1672年）12月、宣明暦では月食があるとされていたが、実際は起きなかった。授時暦では月食は起きないことになっており、授時暦の優位性が示されたものの、同月保科正之は死去する。（谷重遠『秦山集』）
渋川は翌延宝元年（1673年）6月に徳川家綱に改暦を請う上表文を提出した。しかし、延宝3年（1675年）5月の日食を授時暦では起こらないとしていたにもかかわらず、宣明暦の予測通り日食が起きてしまったために、改暦の計画は頓挫する。授時暦が作成された13世紀には冬至点と近日点がほぼ一致していたが、江戸時代にはずれていたのが原因の一つである。渋川はこのような時代差や中国と日本の経度の差を考慮して暦の改良に取り組むこととなる。
この間、渋川は同じ山崎闇斎門下の土御門泰福と学問的に交流したことが延宝9年（1681年）の『泰福卿記』の記述から分かる。
天和3年（1683年）11月、渋川は徳川綱吉に改暦の上表文を提出する。上表文には同年陰陽頭となった土御門泰福の名前も現れ、京都の朝廷で改暦が議論される運びとなり、渋川も京都に招喚される。
翌貞享元年3月3日（1684年4月17日）、霊元天皇より改暦の宣下があったが、その内容は大統暦を採用するというものだった。渋川が土御門泰福、武家伝奏甘露寺方長を通じて朝廷に働きかけた結果、10月29日（1684年12月5日）に大統暦ではなく貞享暦と命名する新暦（渋川らは「大和暦」と呼んでいた）を採用するとの宣下があった。
渋川はこの功により、幕府から新設の天文方に任命された。渋川春海が元禄12年（1699年）に呈上した自筆の『貞享暦』は、紅葉山御文庫に納められた後、国立公文書館所蔵となり国の重要文化財に指定されている。
なお、800年ぶりの改暦は当時話題となり、井原西鶴は『暦』、近松門左衛門は『賢女手習並新暦』を執筆している。

## 脚註
1. ↑  宝暦4年12月30日（貞享暦）は、グレゴリオ暦では年が明けて「1755年」となる。
2. ↑  梅田 2021, p. 403.
3. ↑  “国立国会図書館デジタルコレクション”. dl.ndl.go.jp. 2024年4月6日閲覧。
4. ↑  林 2018, p. 31.
5. ↑  林 2018, pp. 32–35.
6. ↑  梅田 2021, pp. 405–406.
7. ↑  梅田 2021, pp. 406–411.
8. ↑  “国立国会図書館デジタルコレクション”. dl.ndl.go.jp. 2024年4月11日閲覧。
9. ↑  林 2006, p. 43.
10. ↑  梅田 2021, p. 423.
11. ↑  中村 2012, p. 30.
12. ↑  “国指定文化財等データベース”. kunishitei.bunka.go.jp. 2024年4月11日閲覧。
13. ↑  “旗本御家人III - 29. 貞享暦（じょうきょうれき） ： 国立公文書館”. www.archives.go.jp. 2024年4月11日閲覧。